# Olympische Sommerspiele 1960/Wasserball
Bei den XVII. Olympischen Spielen 1960 in Rom wurde ein Wasserball-Turnier ausgetragen, das vom 25. August bis zum 3. September 1960 dauerte. Die Spiele fanden im Stadio del Nuoto und im Piscina delle Rose statt.

## Turnier
Die 16 Mannschaften des olympischen Turniers spielten in der Vorrunde in vier Gruppen gegeneinander. Die ersten beiden Mannschaften jeder Gruppe stiegen in die Runde der besten Acht auf, wobei die Ergebnisse der Vorrunde mitgenommen wurden. In der zweiten Runde spielten nun noch jene Mannschaften gegeneinander, die nicht schon in der Vorrunde aufeinandergetroffen waren. Die ersten beiden Mannschaften der zweiten Runde stiegen in die Finalrunde um die Plätze 1–4 auf, die anderen Mannschaften der zweiten Runde spielten um die Plätze 5–8; die Ergebnisse der vorherigen Runden wurden mitgenommen.

## Medaillengewinner
| Platz | Land | Spieler |
| ----- | ---- | --- |
| 1     | ITA  | Amedeo Ambron, Danio Bardi, Giuseppe D’Altrui, Salvatore Gionta, Giancarlo Guerrini, Franco Lavoratori, Gianni Lonzi, Luigi Mannelli, Rosario Parmegiani, Eraldo Pizzo, Dante Rossi, Brunello Spinelli             |
| 2     | URS  | Wiktor Agejew, Leri Gogoladse, Boris Goichman, Juri Grigorowski, Anatoli Kartaschow, Wjatscheslaw Kurennoi, Pjotr Mschwenijeradse, Wladimir Nowikow, Jewgeni Salzyn, Wladimir Semjonow, Giwi Tschikwanaia          |
| 3     | UNG  | András Bodnár, Ottó Boros, Zoltán Dömötör, László Felkai, Dezső Gyarmati, István Hevesi, László Jeney, Tivadar Kanizsa, András Katona, György Kárpáti, Kálmán Markovits, Mihály Mayer, Péter Rusorán, János Konrád |

## Turnierverlauf

### Vorrunde
Gruppe A
| Platz | Team                          | Siege | Unent. | Ndlg. | Tore  | Diff. | Punkte |
| ----- | ----------------------------- | ----- | ------ | ----- | ----- | ----- | ------ |
| 1.    | Italien                       | 3     | 0      | 0     | 21:08 | + 13  | 6      |
| 2.    | Rumänien                      | 2     | 0      | 1     | 12:05 | + 7   | 4      |
| 3.    | Vereinigte Arabische Republik | 0     | 1      | 2     | 07:17 | - 10  | 1      |
| 4.    | Japan                         | 0     | 1      | 2     | 5:15  | - 10  | 1      |

| 25. August | 20:30 | Japan    | VAR      | 3:3 (2:1) |
| 25. August | 21:30 | Italien  | Rumänien | 4:3 (2:1) |
| 26. August | 12:00 | Rumänien | VAR      | 5:0 (3:0) |
| 26. August | 22:40 | Japan    | Italien  | 1:8 (1:2) |
| 27. August | 21:50 | Italien  | VAR      | 9:4 (6:2) |
| 27. August | 22:00 | Rumänien | Japan    | 4:1 (1:0) |

Gruppe B
| Platz | Team        | Siege | Unent. | Ndlg. | Tore  | Diff. | Punkte |
| ----- | ----------- | ----- | ------ | ----- | ----- | ----- | ------ |
| 1.    | Sowjetunion | 3     | 0      | 0     | 20:10 | + 10  | 6      |
| 2.    | Deutschland | 2     | 0      | 1     | 15:09 | + 6   | 4      |
| 3.    | Argentinien | 0     | 1      | 2     | 07:14 | - 7   | 1      |
| 4.    | Brasilien   | 0     | 1      | 2     | 07:16 | - 9   | 1      |

| 25. August | 21:30 | Argentinien | Brasilien   | 2:2 (0:1) |
| 25. August | 22:30 | Sowjetunion | Deutschland | 5:4 (4:1) |
| 26. August | 21:00 | Deutschland | Brasilien   | 6:3 (3:1) |
| 27. August | 10:00 | Sowjetunion | Argentinien | 7:4 (5:2) |
| 29. August | 11:00 | Sowjetunion | Brasilien   | 8:2 (5:1) |
| 29. August | 23:15 | Deutschland | Argentinien | 5:1 (2:0) |

Gruppe C
| Platz | Team                  | Siege | Unent. | Ndlg. | Tore  | Diff. | Punkte |
| ----- | --------------------- | ----- | ------ | ----- | ----- | ----- | ------ |
| 1.    | Jugoslawien           | 3     | 0      | 0     | 15:04 | + 11  | 6      |
| 2.    | Niederlande           | 1     | 1      | 1     | 09:08 | + 1   | 3      |
| 3.    | Südafrikanische Union | 1     | 1      | 1     | 07:12 | - 5   | 3      |
| 4.    | Australien            | 0     | 0      | 3     | 07:14 | - 7   | 0      |

| 25. August | 20:30 | Jugoslawien | Niederlande | 2:1 (1:1) |
| 25. August | 22:30 | Südafrika   | Australien  | 3:2 (1:2) |
| 26. August | 22:00 | Niederlande | Australien  | 5:3 (2:2) |
| 27. August | 11:00 | Jugoslawien | Südafrika   | 7:1 (3:0) |
| 29. August | 21:00 | Niederlande | Südafrika   | 3:3 (0:1) |
| 29. August | 22:15 | Jugoslawien | Australien  | 6:2 (3:1) |

Gruppe D
| Platz | Team               | Siege | Unent. | Ndlg. | Tore  | Diff. | Punkte |
| ----- | ------------------ | ----- | ------ | ----- | ----- | ----- | ------ |
| 1.    | Ungarn             | 3     | 0      | 0     | 27:09 | + 18  | 6      |
| 2.    | Vereinigte Staaten | 2     | 0      | 1     | 17:13 | + 4   | 4      |
| 3.    | Frankreich         | 1     | 0      | 2     | 10:23 | - 13  | 2      |
| 4.    | Belgien            | 0     | 0      | 3     | 08:17 | - 9   | 0      |

| 26. August | 11:00 | Belgien | Frankreich | 2:3 (1:1)  |
| 26. August | 22:30 | Ungarn  | USA        | 7:2 (2:1)  |
| 26. August | 21:00 | USA     | Frankreich | 10:4 (3:2) |
| 26. August | 22:50 | Ungarn  | Belgien    | 9:4 (6:3)  |
| 29. August | 10:00 | USA     | Belgien    | 5:2 (3:2)  |
| 29. August | 22:00 | Ungarn  | Frankreich | 11:3 (5:3) |

### Zweite Runde
Gruppe 1
| Platz | Team        | Siege | Unent. | Ndlg. | Tore | Diff. | Punkte |
| ----- | ----------- | ----- | ------ | ----- | ---- | ----- | ------ |
| 1.    | Italien     | 3     | 0      | 0     | 9:03 | + 6   | 6      |
| 2.    | Sowjetunion | 2     | 0      | 1     | 8:08 | 0     | 4      |
| 3.    | Rumänien    | 0     | 1      | 2     | 8:10 | - 2   | 1      |
| 4.    | Deutschland | 0     | 1      | 2     | 7:11 | - 4   | 1      |

| 30. August | 18:10 | Sowjetunion | Rumänien    | 3:2 (1:0) |
| 30. August | 22:30 | Italien     | Deutschland | 3:0 (1:0) |
| 31. August | 23:00 | Rumänien    | Deutschland | 3:3 (0:1) |
| 31. August | 24:00 | Sowjetunion | Italien     | 0:2 (0:1) |

Gruppe 2
| Platz | Team               | Siege | Unent. | Ndlg. | Tore  | Diff. | Punkte |
| ----- | ------------------ | ----- | ------ | ----- | ----- | ----- | ------ |
| 1.    | Jugoslawien        | 3     | 0      | 0     | 10:04 | + 6   | 6      |
| 2.    | Ungarn             | 2     | 0      | 1     | 11:05 | + 6   | 4      |
| 3.    | Vereinigte Staaten | 1     | 0      | 2     | 11:19 | - 8   | 2      |
| 4.    | Niederlande        | 0     | 0      | 3     | 08:12 | - 4   | 0      |

| 30. August   | 23:30 | Ungarn      | Niederlande | 3:1 (2:0) |
| 31. August   | 12:00 | Jugoslawien | USA         | 6:2 (3:1) |
| 1. September | 22:30 | Niederlande | USA         | 6:7 (2:3) |
| 1. September | 23:20 | Ungarn      | Jugoslawien | 1:2 (1:1) |

### Finalrunde
Platz 1 bis 4
| Platz | Team        | Siege | Unent. | Ndlg. | Tore | Diff. | Punkte |
| ----- | ----------- | ----- | ------ | ----- | ---- | ----- | ------ |
| 1.    | Italien     | 2     | 1      | 0     | 7:4  | + 3   | 5      |
| 2.    | Sowjetunion | 1     | 1      | 1     | 7:8  | - 1   | 3      |
| 3.    | Ungarn      | 0     | 2      | 1     | 7:8  | - 1   | 2      |
| 4.    | Jugoslawien | 1     | 2      | 0     | 6:7  | - 1   | 2      |

| 2. September | 22:30 | Sowjetunion | Ungarn      | 3:3 (1:1) |
| 2. September | 23:30 | Italien     | Jugoslawien | 2:1 (1:0) |
| 3. September | 21:50 | Sowjetunion | Jugoslawien | 4:3 (2:2) |
| 3. September | 22:50 | Italien     | Ungarn      | 3:3 (2:3) |

Platz 5 bis 8
| Platz | Team               | Siege | Unent. | Ndlg. | Tore  | Diff. | Punkte |
| ----- | ------------------ | ----- | ------ | ----- | ----- | ----- | ------ |
| 5.    | Rumänien           | 2     | 1      | 0     | 14:11 | + 3   | 5      |
| 6.    | Deutschland        | 1     | 1      | 1     | 13:11 | + 2   | 5      |
| 7.    | Vereinigte Staaten | 0     | 2      | 1     | 14:16 | - 2   | 2      |
| 8.    | Niederlande        | 1     | 2      | 0     | 15:18 | - 3   | 2      |

| 2. September | 15:00 | Deutschland | USA         | 4:3 (2:1) |
| 2. September | 16:00 | Rumänien    | Niederlande | 5:4 (3:3) |
| 3. September | 10:00 | Rumänien    | USA         | 6:4 (4:1) |
| 3. September | 11:00 | Niederlande | Deutschland | 5:6 (2:3) |

## Quelle
- Volker Kluge: Olympische Sommerspiele. Die Chronik II. London 1948 – Tokio 1964. Sportverlag Berlin, Berlin 1998, ISBN 3-328-00740-7, S. 574–575.